# Constantin Sterea (siatkarz)
Constantin Sterea (ur. 2 stycznia 1951 w Konstancy) – rumuński siatkarz, reprezentant Rumunii, brązowy medalista igrzysk olimpijskich (1980).
W 1980 roku zdobył brązowy medal olimpijski w turnieju siatkówki halowej mężczyzn na igrzyskach olimpijskich w Moskwie. W turnieju tym zagrał w pięciu meczach – w fazie grupowej przeciwko Polsce (przegrana 1:3), Jugosławii (wygrana 3:1) i Brazylii (wygrana 3:1) oraz w półfinale przeciwko ZSRR (przegrana 0:3) i w meczu o 3. miejsce przeciwko Polsce (wygrana 3:1). 